# Dónde irán
Dónde Irán es una canción de la banda española de reggae Green Valley. Este tema forma parte de su álbum “Bajo la Piel” que aborda la inmigración, la xenofobia y el racismo en cierta medida, e inspiró un documental que inicialmente iba a ser un making off.  

## Historia
La idea surgió durante la grabación del videoclip. Ander Valverde, líder de la banda, buscaba visibilizar la tragedia de los inmigrantes africanos que cruzan el mar en busca de un futuro mejor, enfrentándose a condiciones precarias y la creciente xenofobia en Europa.

### Descripción del Documental
El documental va sobre la vida de Dia Mamadou y Sani Ladan, dos inmigrantes que, tras dejar África y superar numerosas adversidades, lograron integrarse en la sociedad europea. Estos dos hombres completaron sus estudios y regresaron a sus lugares de origen para compartir sus experiencias y aprendizajes.

### Descripción de la canción
"Dónde Irán" busca sensibilizar sobre la situación de los migrantes, promover la empatía y la acción solidaria, y cuestionar las injusticias y discriminaciones que sufren aquellos que buscan un futuro mejor.

### Descripción del videoclip
"Dónde Irán" es el primer single del nuevo disco de Green Valley titulado "Bajo la Piel", que se lanzó a finales de abril del 2019. Este videoclip no solo es un adelanto musical, sino que también se ha convertido en una pieza visual significativa que aborda la tragedia de la inmigración africana hacia Europa.
El videoclip es una coproducción entre Green Valley, Egoi Suso, Hahatay y Fess Prod. La realización estuvo a cargo de Egoi Suso, quien también participó en la creación del guion junto a Green Valley y Macaco.

## Créditos musical
- Voz y composición: Ander Valverde
- Guitarra: Ander Larrea
- Bajo: Egoitz Uriarte
- Piano: Jonathan Sánchez
- Batería: Pau Checa
- Producción: Dani Lamperez

## Créditos del videoclip

### Equipo Técnico y Artístico
- Realizador: Egoi Suso
- Actor Principal: Soribah Ceesay
- Guion: Green Valley, Egoi Suso, Macaco
- Colorista: Sofía Borra
- Cámaras: Egoi Suso, Ousmane Día (Mani Kale), Alimata Ka, Mbaye Diouf (Mor), Mame Diarra Ndiaye

### Equipo en Senegal
- Mamadou Dia
- Laura Feal
- Medoune Diop
- Mbaye Diouf (Mor)
- Asane Dieye
- Modou Diop
- Masseck Biteye
- El Hadji Diop
- Papa Ndana (Pape)
- Adama Sow
- Pablo Cobomaria
- Luisa Medina
- Djiby Dieye
- Khadim Diop
- Amadou Mbaye
- Coumba Ndiaye
- Ndongo Ndiaye (Ndongo Arts)
- Fatou Mbodj
- Tekheye Ka
- Ndeye Fatou Ka
- Almata Ka
- Mame Diarra Ndiaye
- Moussa Boye
- Ousmane Dia (Mané Kallé)
- Pape Ndara Diop
- Cheikh Mbacké Ndiaye
- Ndeye Khady Gaye
- Fatou Diagne
- Tata Ndeye
- Fatou Ndiaye
- Birane Fall
- Galaye Fall

### Equipo en Barcelona
- Sek Niang
- Ander Larrea
- Pau Miquel
- Khalifa Faye
- Victor Font
- Sani Ladan
- Abraham Berhe (Addis Abeba)

### Otros ayudantes
- Hahatay
- Attenery Toledo
- Sandra Blanco
- Sara Ibañez
- Yolanda Peñas
- Joel Kashila
- Marta Pujade
- Jordina Camarasa
- Robert Rabanal
- Pau Miquel
- Jorgina Solé
- Addis Abeba
- Top Manta
- Khalifa Faye
- Kalilu Jammeh
- Sani Ladan